# Hansen (Idaho)
Hansen es una ciudad ubicada en el condado de Twin Falls en el estado estadounidense de Idaho. En el año 2010 tenía una población de 1.144 habitantes y una densidad poblacional de 1.144 personas por km².

## Geografía
Hansen se encuentra ubicado en las coordenadas 42°31′52″N 114°18′6″O / 42.53111, -114.30167. Según la Oficina del Censo, la localidad tiene un área total de 1 km² (0,4 mi²), de la cual 1 km² (0,4 mi²) es tierra y 0 km² (0 mi²) (0.0%) es agua.

## Demografía
En el 2000 la renta per cápita promedia del hogar era de $29,125, y el ingreso promedio para una familia era de $32,750. En 2000 los hombres tenían un ingreso per cápita de $26,607 contra $18,750 para las mujeres. El ingreso per cápita para la localidad era de $12,339. Alrededor del 15.8% de la población estaba bajo el umbral de pobreza nacional.